# Amazonasi folyamidelfin
Az amazonasi folyamidelfin (Inia geoffrensis) az emlősök (Mammalia) osztályának párosujjú patások (Artiodactyla) rendjébe, ezen belül az amazonasi folyamidelfin-félék (Iniidae) családjába tartozó faj. Egyéb nevei: inia, bufeo, tonina vagy boto.
Nemének a típusfaja, és egyes rendszerező szerint az egyetlen faja.

## Előfordulása
Előfordul Venezuelában, Guyanában, Kolumbiában, Ecuadorban, Bolíviában és Brazíliában. Dél-Amerika nagy folyóiban, elsősorban az Amazonasban és az Orinocóban valamint mellékfolyóiban fordul elő.
Egyes területeken a tengertől 3000 km-re él a szárazföld belsejében. Leggyakoribb a folyók torkolatánál, zuhatagok alatt és a torkolat vidékeken. Száraz évszakban (augusztustól novemberig) visszahúzódik a folyók fő medrébe. Esős évszakokban (decembertől júniusig) gyakran kimerészkedik az elöntött erdőkbe és mezőkre ahol a fák között úszkál. Amikor a vízszint csökken (júliustól kezdve) és 10 méter alá esik, a delfinek néha a pocsolyákban rekednek. Gyakran társulnak hozzájuk vízimadarak.

## Alfajai
A hagyományos rendszerezés szerint az amazonasi folyamidelfinnek három egymástól elkülönülő alfaja van:
- Inia geoffrensis geoffrensis – az Amazonasban és annak mellékfolyóiban él
- Inia geoffrensis humboldtiana – az Orinocóban és mellékfolyóiban honos
- Inia geoffrensis boliviensis – a Madeira-folyó felső folyásában fordul elő, mely az Amazonas egyik mellékfolyója, de több vízeséssel van elválasztva a fő ágtól - manapság egyes rendszerezők külön fajként tartják számon, bár ez igen vitatott elképzelés

A populációk között apró eltérések vannak, és földrajzilag izoláltak, de valószínűleg nincs köztük lényeges genetikai különbség.

## Megjelenése
A felnőtt mérete 1,8-2,55 méter, tömege 85-185 kilogramm. A legnagyobb folyamidelfin, elég könnyű észrevenni. Az amazonasi folyamidelfin az Amazonas-medencében gyakran társul parti delfinnel (Sotalia fluviatilis) és más cetfajokkal, néha táplálkozási területein osztozik az óriásvidrával (Pteronura brasiliensis). Testszíne az életkorral, a víz tisztaságával, a hőmérséklettel és az élőhellyel meglehetősen változik. Hátúszó helyett púpja van, ami kissé a középpont mögött helyezkedik el.

## Életmódja
Kilélegzése lehet hangos, páraoszlopa pedig magas, elérheti a 2 métert, de általában lassú és elnyújtott hang, mint egy sóhaj. Megközelíthetősége területenként változik. Legaktívabb kora reggel és délután. Előfordul, hogy a hajók orr- és sodorvizében úszik. Ritkán ugrik - olykor 1 m-nél magasabbra- , fejét a felszín fölé emelheti, bár többnyire csak a homlokzsírpárnája és a légzőnyílása látható, ha a felszínre jön, majd később hátának és része és a hátoldali taraj, amikor aktív, teste magasabbra domborulhat a levegőben. Általában 30-40 másodpercre merül le. Néha megfigyelhető, amint kergetőznek vagy mellúszóikat lengetik. Átlagos csoportmérete 1-2 egyedből áll, ritkább esetekben, a száraz évszakban táplálékban bő helyeken 15 példány is összeverődhet. Tápláléka halakból, világító krillekből vagy egyéb rákokból áll.

## Szaporodása
Az újszülött mérete 75–80 cm, tömege kb. 7 kg.

## Amazonasi folyamidelfinek az állatkertekben
Az amazonasi folyamidelfineket dél-amerikai állatkerteken kívül kizárólag a duisburgi állatkertben lehet látni.
Ide 1975-ben került kettő vadbefogásból származó hím példány. 2006-ban pusztult el egyikük, Apure, amely jóval 40. életévén is túl volt és így a legidősebb képviselője volt fajának. Mára egyetlen hím egyed, Butu él Duisburgban.

## Képek az Amazonasi folyamidelfinről

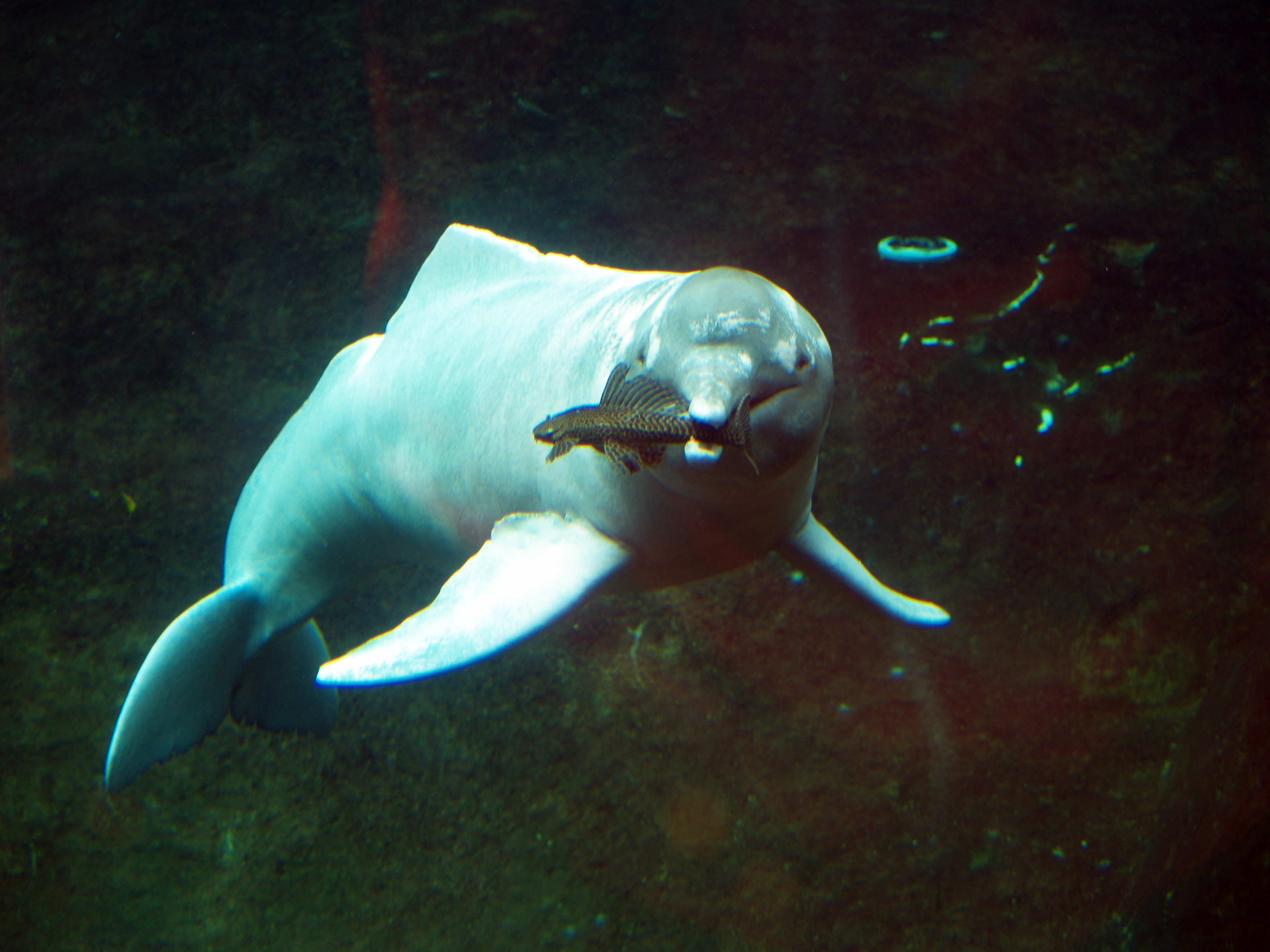
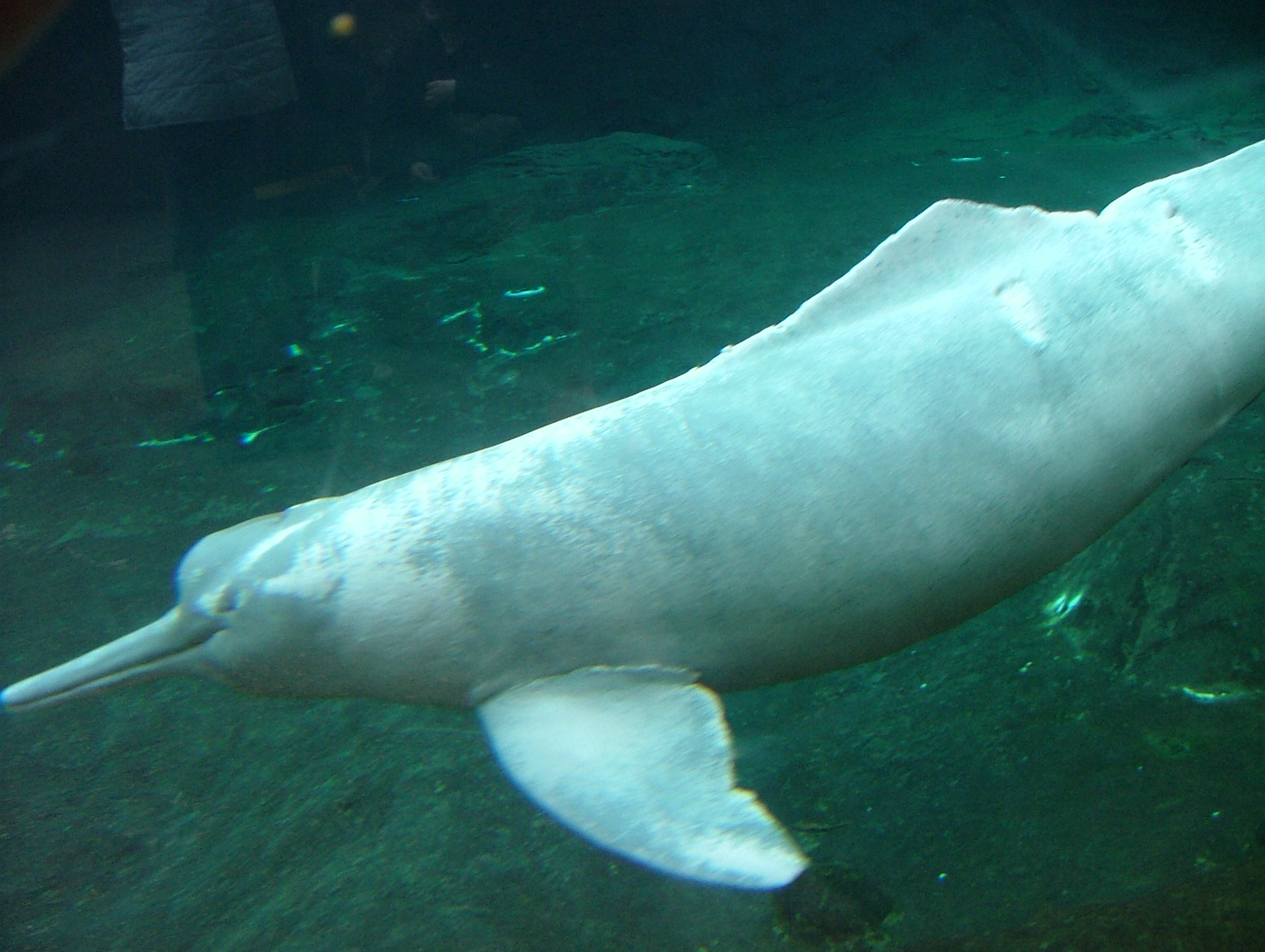
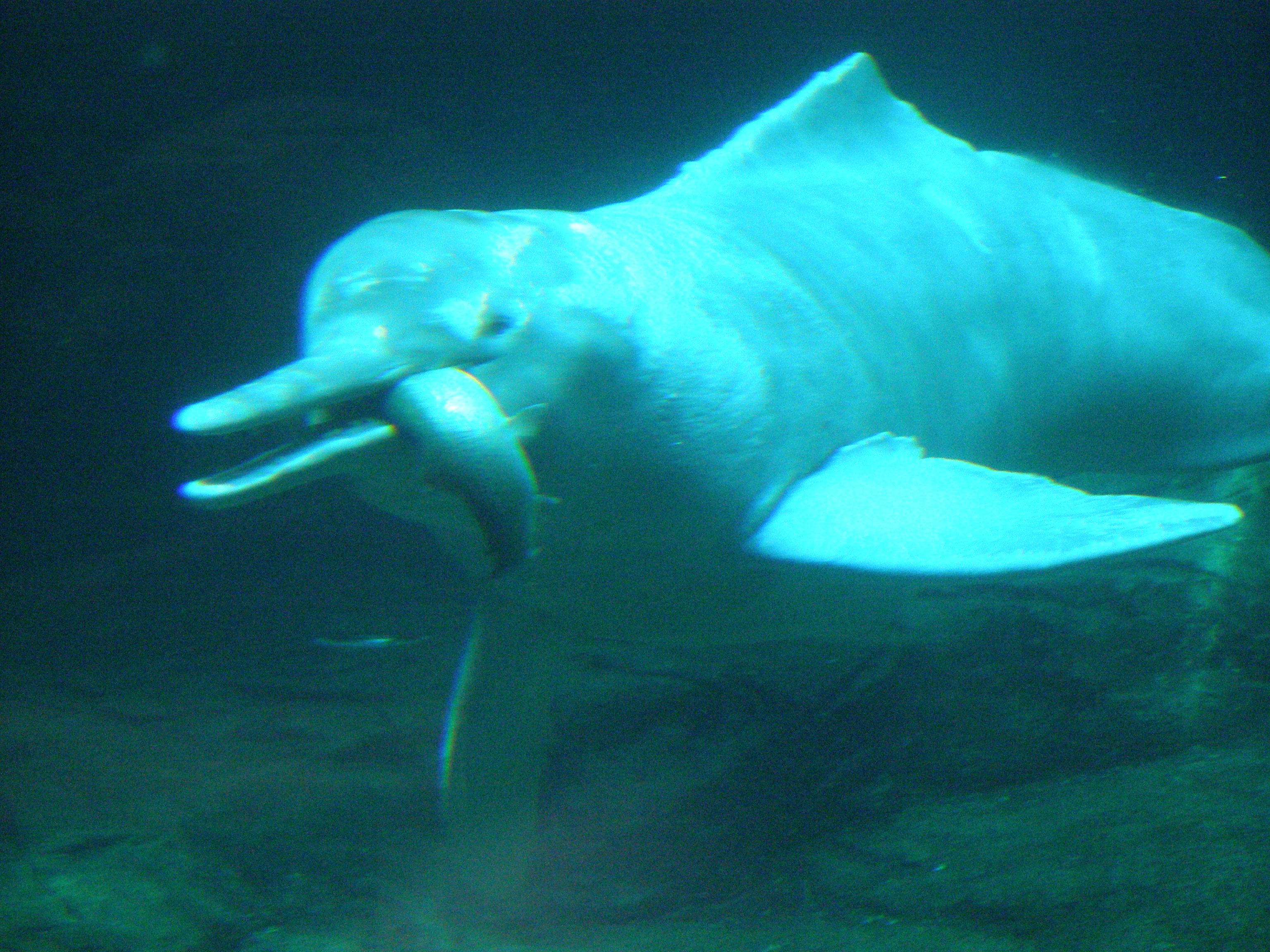
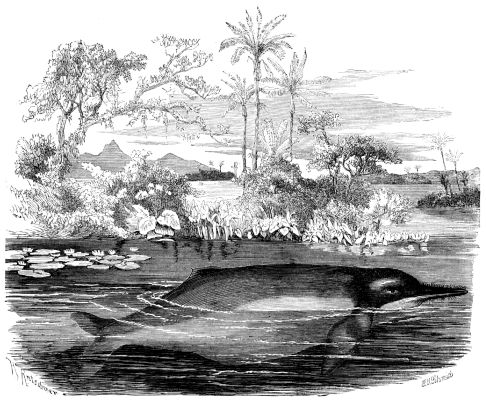